# Asiatiske Lege
Asiatiske Lege (eller enten Asiaden eller Asian Games) er et multisportsarrangement for asiatiske udøvere, som arrangeres hvert fjerde år, efter de olympiske lege. Arrangementet omfatter over 40 forskellige sportsgrene, mange af dem ikke-olympiske, som stort set afholdes indenfor en tidsramme på to uger. Det arrangeres også andre lege, så som asiatiske vinterlege og asiatiske indendørslege, separat fra selve Asian Games.
Arrangementet er gennemført 16 gange siden 1951. Tilsammen kan 45 lande deltage i Asian Games.

## Arrangørbyer
| Nr.   | År   | Land          | By                |
| ----- | ---- | ------------- | ----------------- |
| I     | 1951 | Indien        | New Delhi         |
| II    | 1954 | Filippinerne  | Manila            |
| III   | 1958 | Japan         | Tokyo             |
| IV    | 1962 | Indonesien    | Jakarta           |
| V     | 1966 | Thailand      | Bangkok           |
| VI    | 1970 | Thailand      | Bangkok           |
| VII   | 1974 | Iran          | Tehran            |
| VIII  | 1978 | Thailand      | Bangkok           |
| IX    | 1982 | Indien        | New Delhi         |
| X     | 1986 | Sydkorea      | Seoul             |
| XI    | 1990 | Kina          | Beijing           |
| XII   | 1994 | Japan         | Hiroshima         |
| XIII  | 1998 | Thailand      | Bangkok           |
| XIV   | 2002 | Sydkorea      | Busan             |
| XV    | 2006 | Qatar         | Doha              |
| XVI   | 2010 | Kina          | Guangzhou         |
| XVII  | 2014 | Sydkorea      | Incheon           |
| XVIII | 2018 | Indonesien    | Jakarta-Palembang |
| XIX   | 2022 | Kina          | Hangzhou          |
| XX    | 2026 | Japan         | Nagoya            |
| XXI   | 2030 | Qatar         | Doha              |
| XXII  | 2034 | Saudi Arabien | Riyadh            |

### Asiatiske vinterlege
- 1986 – Sapporo, Japan
- 1990 – Sapporo, Japan
- 1996 – Harbin, Kina
- 1999 – Gangwon, Sydkorea
- 2003 – Aomori, Japan
- 2007 – Changchun, Kina
- 2011 – Almaty, Kasakhstan
- 2017 – Sapporo, Japan

### Asiatiske ungdomslege
- 2009 – Singapore, Singapore
- 2013 – Nanjing, Kina
- 2021 – Shantou, Kina
- 2025 – Tashkent, Usbekistan

### Asiatiske indendørs- og kampsportlege
- 2013 – Incheon, Sydkorea
- 2017 – Asjkhabad, Turkmenistan
- 2021 – Bangkok / Pattaya, Thailand

#### Asiatiske indendøreslege
- 2005 – Bangkok, Thailand
- 2007 – Macao, Kina
- 2009 – Hanoi, Vietnam
- 2011 – Doha, De forenede arabiske emirater (aflyst)

#### Asiatiske kampsportslege
- 2009 – Bangkok, Thailand

### Asiatiske strandlege
- 2008 – Bali, Indonesien
- 2010 – Muskat, Oman
- 2012 – Haiyang, Kina
- 2014 – Phuket, Thailand
- 2016 – Nha Trang, Vietnam
- 2020 – Sanya, Kina